# Palmira San Juan Barbero
Palmira San Juan Barbero (Moral de Sayago, 19 de enero de 1919-Segovia, 2002), conocida también como Palmira "Amor" San Juan, fue una activista política española, víctima de la represión franquista.

## Trayectoria
Nacida en Moral de Sayago, municipio de la provincia de Zamora, era hija de Justo San Juan y Vicenta Barbero Pascual. Tenía un hermano mayor llamado José Manuel. El padre, hombre progresista y amante de la cultura, le puso el nombre de Palmira. Al inicio de la década de 1920, la familia emigró a Argentina y se estableció en Bahía Blanca, en un asentamiento que sería el futuro barrio Villa Mitre.
Durante su infancia, acompañó a menudo a su padre a los casales culturales anarquistas y al Casal Catalán de Bahía Blanca, donde se aficionó a la poesía y al teatro. A los diez años interpretó al personaje llamado Amor en una obra de cariz antimilitarista y, a raíz de ello, siempre fue conocida con este apelativo. La familia se significó políticamente colaborando con los grupos que ayudaban a los refugiados italianos que llegaban a Argentina huyendo del fascismo. Esto, tras el golpe de Estado del general José Félix Uriburu en 1934, fue la causa de su expulsión y deportación a España. Regresaron a Moral de Sayago, donde, en 1936, con el triunfo del Frente Popular, su tío Ángel Barbero Pascual fue nombrado vicepresidente de la junta rectora del ayuntamiento que presidía Guillermo Isidro Carrasco.
Tras el golpe de Estado del 18 de julio, la familia San Juan Barbero fue objetivo de la represión franquista. Ella y su madre fueron detenidas para forzar la entrega del padre y de su hermano José Manuel, que junto a Guillermo Isidro Carrasco y Ángel Barbero estaban desaparecidos. Al ser localizados, fueron fusilados el 14 de septiembre y el 19 de diciembre de 1936.
Tras obtener la libertad, San Juan volvió a ser detenida en 1942, acusada de espionaje y propaganda ilegal, al escuchar clandestinamente las emisiones de la BBC y mecanografiar y divulgar los partes de guerra. La pena fue de quince años de cárcel. Estuvo recluida en la antigua cárcel de Segovia durante ocho años, durante los que, gracias al puesto que ocupaba en la recepción de paquetería, pudo sortear, en parte, la vigilancia penitenciaria e introducir paquetes, cartas, libros y otros efectos personales para las internas. En 1949, protagonizó, junto con Tomasa Cuevas, María Salvo, Manolita del Arco, Soledad Real, Juana Doña y otras presas políticas, una huelga de hambre para reivindicar su dignidad y derechos como personas.
El fotógrafo Juan Misis, detenido en la sección de hombres de la Cárcel de Segovia, la vio de lejos e iniciaron una correspondencia entre rejas. Él pudo salir antes y en 1950, cuando ella obtuvo la libertad, contrajeron matrimonio. Tuvieron dos hijos. Palmira San Juan murió en 2002.

## Reconocimientos
Luis Misis Herrero, nieto de Palmira San Juan y de Juan Misis, la grabó durante dos años, viajó a Argentina, residió durante un tiempo en Bahía Blanca y visitó los lugares donde transcurrió la infancia de Palmira San Juan y habló con personas que aún la recordaban. Pudo así reconstruir la historia de su abuela y crear el documental Amor San Juan, proyectado en Bahía Blanca en diciembre de 2006 y después presentado y premiado en varios festivales.
En 2019, el Ayuntamiento de Segovia decidió rendir homenaje a las prisioneras políticas y mujeres represaliadas durante el franquismo. Para ello, colocó una placa en honor a Palmira San Juan en el pasaje que conecta los dos pabellones de la antigua cárcel de Segovia, la cual ha sido transformada en un centro de arte y creación, conocido como La Cárcel_Segovia Centro de Creación.